# Manu Katché
Manu Katche (Saint-Maur-des-Fossés, 1958. október 27. –) Elefántcsontpartról származó francia dzsesszdobos, zongorista, dalszerző. Gyakran dolgozik Stinggel és Peter Gabriellel. Zenekarvezetőként nagyrészt fúziós dzsesszt játszik.

## Pályafutása
Párizs egy délkeleti külvárosában, Saint-Maur-des-Fossés-ban született. Az 1980-as évek közepén már több sikeres albumon is szerepelt, így például Peter Gabriel 1986-os So és Sting Nothing Like the Sun című albumán (1987), és a The Soul Cagesen is (1990).
Sok a pop-, rock- és világzenei színpadon szerepelt, számos előadóval és zenekarral, többek között: Afro Celt Sound System, Jeff Beck, Al Di Meola, Tears for Fears, Eurythmics, Simple Minds, Dire Straits, Laurent Voulzy, Jeanne Mas, Joni Mitchell, Mike Lindup, Jan Garbarek, Mango, Manu Chao, Loreena McKennitt, Youssou N'Dour, Robbie Robertson, Joan Armatrading, Joe Satriani, Tori Amos, Richard Wright, Kyle Eastwood, a Christians (svéd együttes), Ryuichi Sakamoto, Peter Gabriel és Sting.
Zlatan Stipišić Gibonni horvát énekessel is dolgozott Mirakul (2001) és Unca Fiber (2006) című albumain. Gibonnival turnézott is – támogatandó e két albumot.

## Albumok
- 1991: It's about time
- 1994: Sticking around
- 2005: Neighbourhood
- 2006: Grévin
- 2007: Playground
- 2010: Third round
- 2010: Bellewaerde
- 2012: Manu Katché
- 2014: Live in concert

### Együttesek
- Al Di Meola
- Bee Gees
- Daniel Lévi
- Dire Straits
- Francis Cabrel
- Gipsy Kings
- Jan Garbarek
- Jean-Jacques Goldman
- Joe Satriani
- Joni Mitchell
- Laurent Voulzy
- Loreena McKennitt
- Mango
- Michel Jonasz
- Paul Young
- Peter Gabriel
- Stephan Eicher
- Sting
- Simple Minds
- Tears For Fears
- Tori Amos
- Tracy Chapman
- Youssou N'Dour

## Díjak
- A Victoire de la Musique a „Legjobb feldolgozásokért”  (1986), 1987-ben a "„Legjobb stúdiózenészért”; ugyanebben az évben a „Modern Drummer” által az év legjobb feltörekvő dobosa; Victoire de la Musique díj 1996-ban az „An Indian in the city” című filmzenéért.
- 1996: Montreali Dobfesztivál
- 2004-ben a kulturális minisztertől: a Chevalier des Arts et Lettres
- viaszfigurája  a Grévin Múzeumban egy zenei alkotásáért